# Alice Tait
Alice Tait (n. 23 mai 1986, Brisbane, Queensland, Australia) este o înotătoare ce a reprezentat Australia, medaliată olimpică. A participat la 2 ediții ale Jocurilor Olimpice (2004, 2008) în care a câștigat 3 medalii de aur și două medalii de bronz.